# Джеймс Голлідей (важкоатлет)
Джеймс Голлідей (англ. James Halliday, 19 січня 1918 — 6 червня 2007) — британський важкоатлет.
Бронзовий призер Олімпійських Ігор 1948 року в легкій вазі, учасник 1952 року.
Переможець Ігор Співдружності 1950 (до 67,5 кг), 1954 (до 75 кг) років.